# ترجیع‌بند
تَرجیع‌بَند یا بند گردان از قالب‌های شعر فارسی است که از غزل‌های چندبیتی که هم‌وزن هستند تشکیل شده و برای اتصال این غزل‌ها به یکدیگر از یک بیت تکراری استفاده می‌نماید. بیت ترجیع با قافیه‌ای ویژه و لفظ و معنی یکتا تکرار می‌گردد. این بیت بندِ ترجیع یا بندِ گردان نامیده می‌شود. به هریک از غزل‌ها، خانه یا رشته گفته می‌شود. هر خانه از ۵ تا ۲۵ بیت (گاه کمتر یا بیشتر) تشکیل شده. معروف‌ترین ترجیع‌بندها از هاتف اصفهانی و سعدی است.
بند اول یک ترجیع‌بند از فرخی سیستانی در وصف نوروز:
| ز باغ ای باغبان ما را همی بوی بهار آید |  | کلیدِ باغِ ما را ده که فردامان به کار آید  |
| کلیدِ باغ را فردا هزاران خواستار آید    |  | تو لختی صبر کن چندان که قمری بر چنار آید |
| چو اندر باغِ تو بلبل به دیدارِ بهار آید  |  | ترا مهمان ناخوانده به روزی صد هزار آید   |
| کنون گر گلبنی را پنج شش گل در شمار آید |  | چنان‌دانی که هرکس را همی زو بویِ یار آید   |
| بهار امسال پندار همی خوشتر ز پار آید   |  | وزین خوشتر شود فردا که خسرو از شکار آید  |
| بدین شایستگی جشنی بدین بایستگی روزی    |  | ملک را در جهان هر روز جشنی داد و نوروزی  |

در ادبیات فارسی شاید بتوان ترجیع‌بند معروف سعدی را شاهکار این سبک از سرایش شعر نامید. این ترجیع‌بند که بندِ گردان آن «بنشینم و صبر پیش گیرم، دنبالهٔ کار خویش گیرم» است، این‌گونه آغاز می‌شود:
| ای سروِ بلندقامتِ دوست        |  | وه وه که شمایلت چه نیکوست  |
| در پایِ لطافتِ تو میراد       |  | هر سروِ سَهی که بر لبِ جوست   |
| نازک‌بدنی که می‌نگنجد         |  | در زیرِ قبا چو غنچه در پوست |
| مَه‌پاره به بام اگر برآید     |  | که فرق کند که ماه یا اوست؟ |
| آن خرمنِ گل نه گل که باغ است |  | نه باغِ ارم که باغِ مینوست   |
| آن گویِ معنبرست در جیب       |  | یا بویِ دهانِ عنبرین‌بوست     |